# Matt Sydal
Matthew Korklan este un wrestler ce activează în prezent în Global Force Wrestling sub numele de ring Matt Sydal. El este cunoscut pentru trecutul său în WWE cu numele Evan Bourne unde a avut manevra anului 2008 la decernarea premiilor Slammy.
Evan Bourne s-a născut(n.19 martie 1983) în St. Louis, Missouri este un atlet excepțional ce a fost draftat în iulie 2009 din ECW în RAW.

## Palmares
- Dragon Gate

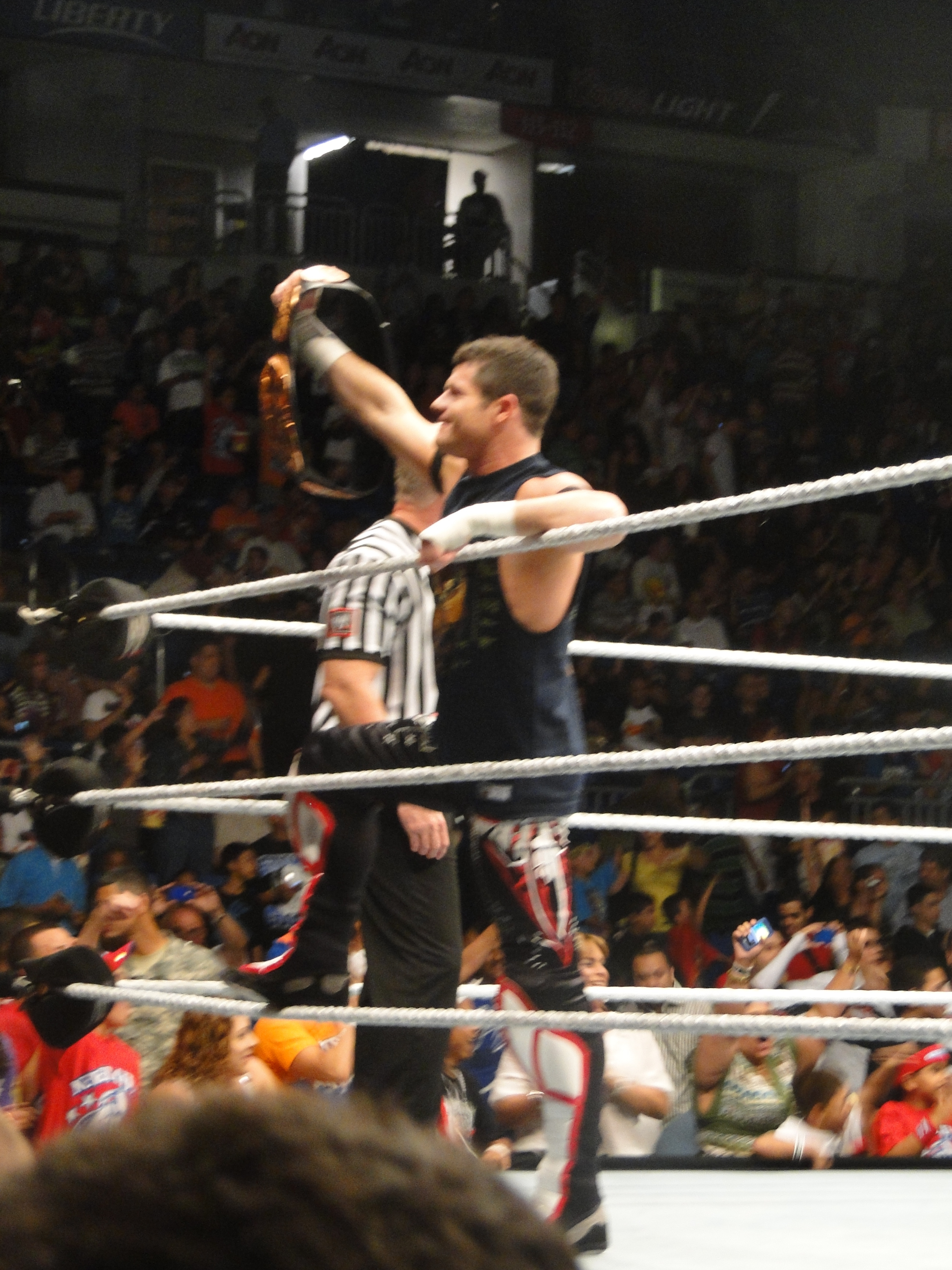
Evan Bourne with the WWE Tag Team Championship belt, which he held with Kofi Kingston

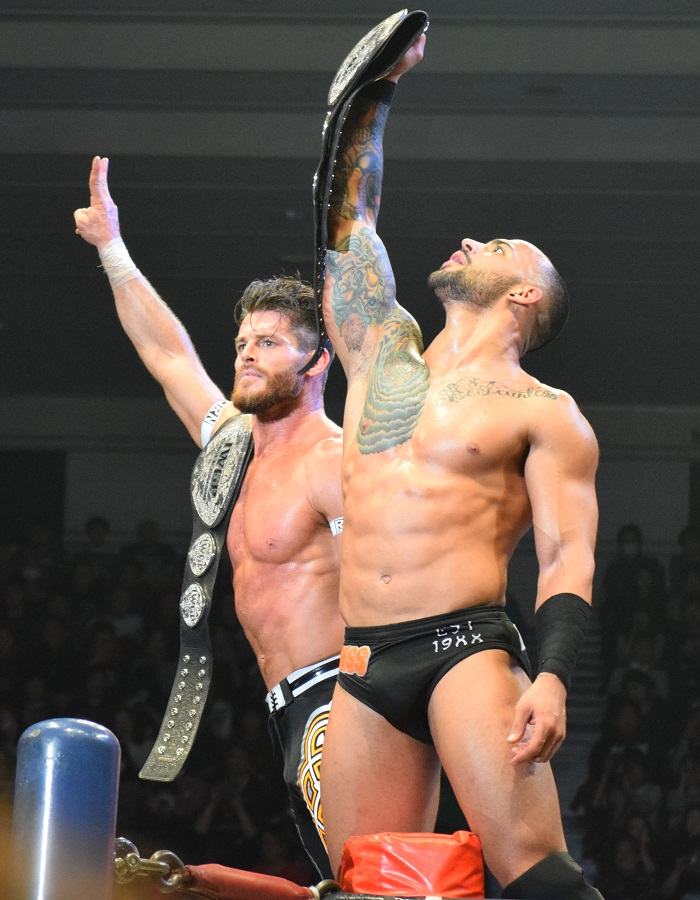
Sydal and Ricochet as the IWGP Junior Heavyweight Tag Team Champions in February 2016

  - Open the Brave Gate Championship (1 dată)[1]
- Impact Wrestling
  - Sony SIX X Division Invitational Trophy (2017)[2]
- Independent Wrestling Association Mid-South
  - IWA Mid-South Light Heavyweight Championship (1 dată)[3]
  - Ted Petty Invitational (2005)[4]
- New Japan Pro-Wrestling
  - IWGP Junior Heavyweight Tag Team Championship (2 ori) – cu Ricochet[5][6]
  - NEVER Openweight 6-Man Tag Team Championship (1 dată) – cu Ricochet și Satoshi Kojima[7]
  - Super Jr. Tag Tournament (2015) – with Ricochet[8]
- NWA Midwest
  - NWA Midwest X Division Championship (2 ori)[9]
- Ohio Valley Wrestling
  - OVW Heavyweight Championship (1 dată)[10]
- Pro Wrestling Fit
  - PWF Lord Of The World Championship (1 dată)[11]
- Pro Wrestling Illustrated
  - PWI ranked him 63 of the 500 best singles wrestlers of the year in the PWI 500 in 2009 and 2010[12][13]
- Ring of Honor
  - ROH World Tag Team Championship (1 dată) – cu Christopher Daniels[14]
- SoCal Uncensored
  - Match of the Year (2016) with Ricochet and Will Ospreay vs. Adam Cole and The Young Bucks (Matt Jackson and Nick Jackson) on September 3[15]
- World Wrestling Entertainment
  - WWE Tag Team Championship (1 dată) – cu Kofi Kingston[16]
  - Slammy Award (1 time)
    - Best Finishing Maneuver (2008)[17]
- Wrestling Observer Newsletter
  - 5 Star Match (2016) cu Ricochet și Will Ospreay vs. Adam Cole și The Young Bucks (Matt Jackson și Nick Jackson) pe 3 Septembrie[18]
  - Best Flying Wrestler (2008)[19]
  - Best Wrestling Maneuver (2008) Shooting star press[19]
  - Most Underrated (2009)[19]